# Menedem de Macedònia (general)
Menedem (en grec antic: Μενέδημος, en llatí: Menedemus) fou un general macedoni al servei d'Alexandre el Gran.
Va ser enviat al front d'una força contra Espitàmenes sàtrapa de Sogdiana però va ser sorprès i mort pel sàtrapa en una sagnant batalla en la qual van morir uns dos mil soldats d'infanteria i uns tres-cents cavallers, segons diuen Flavi Arrià i Quint Curci Rufus.